# Chiesa di San Gengolfo

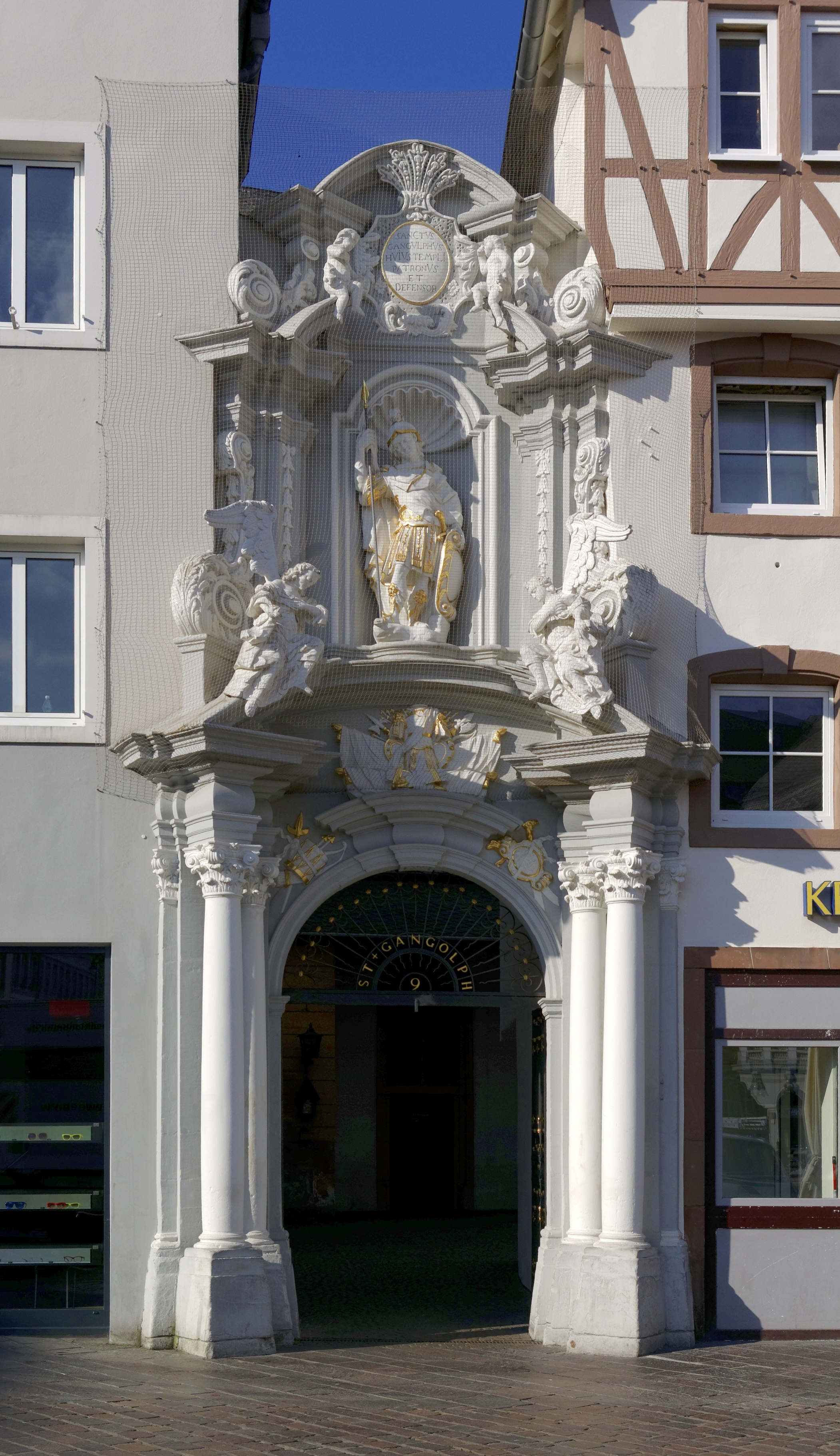
L'ingresso barocco

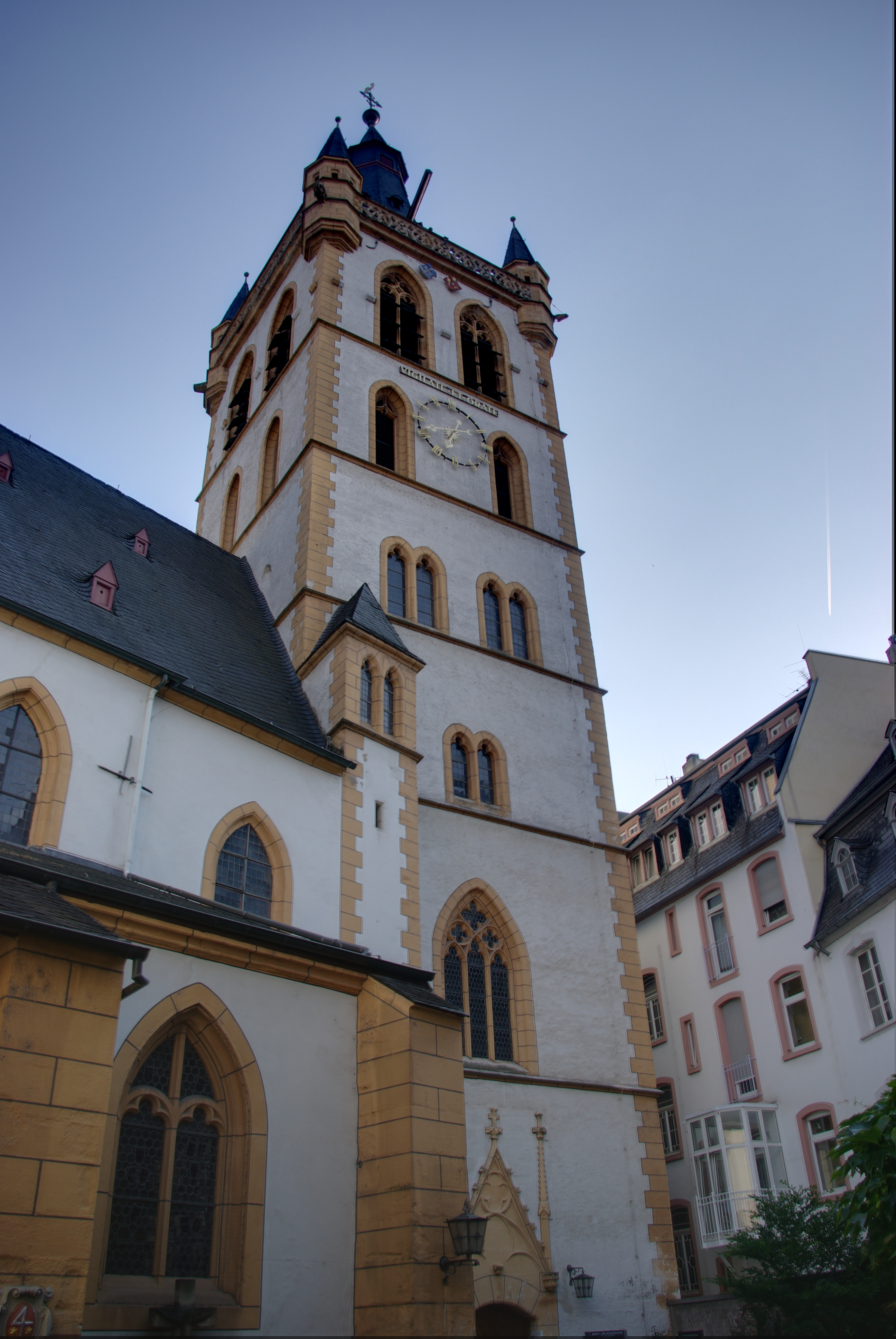
Il campanile

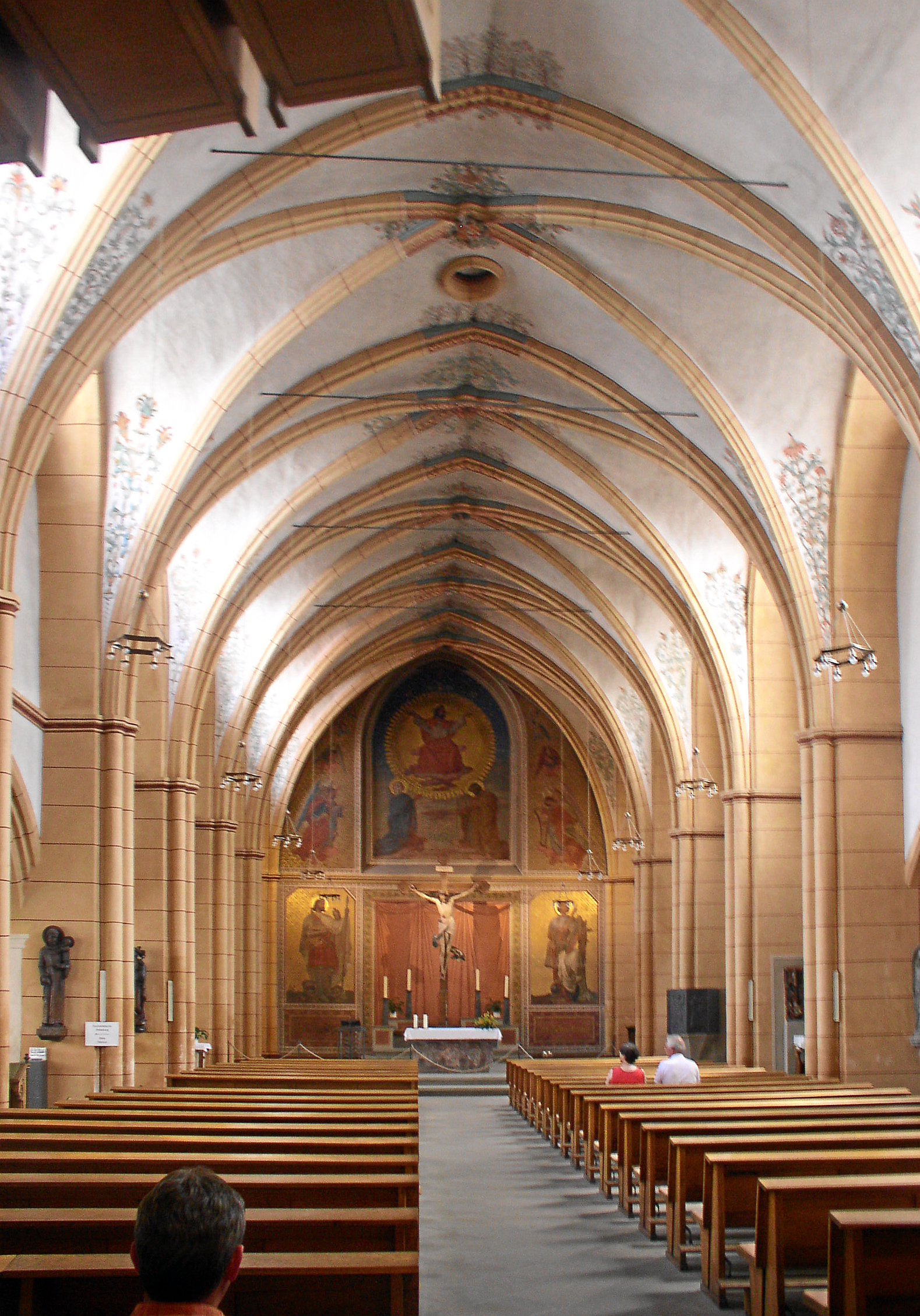
Interno

La chiesa di San Gengolfo (in tedesco: Kirche St. Gangolf) è un luogo di culto cattolico di Treviri, dedicato a San Gengolfo. Dopo il Duomo di San Pietro, è la più grande chiesa della città.

## Storia
Originariamente nacque nel 958 come “chiesa del mercato”, ma tra il 1284 ed il 1344 fu completamente rifatta. L'attuale edificio risale al 1500 circa, quando iniziò un'ulteriore ricostruzione. Tra il 1731 ed il 1746 furono aggiunti alcuni elementi barocchi. Le vetrate di Charles Crodel, del 1966, riassumono elementi di epoche diverse.

## Descrizione

### Arte e architettura
Da tempo immemorabile la chiesa è circondata da fabbricati civili. Il lato orientale di San Gengolfo confina con una via (Grabenstraße), e proprio qui, a livello pianterreno, sono state costruite innanzi la chiesa, piccole edicole di botteghe, chiamate volgarmente Gädemcher.
L'ingresso principale alla chiesa si trova ai piedi del campanile ed immette in una navata laterale, su una piccola porta barocca (opera dell'agostiniano Josef Walter che la realizzò tra il 1731 e il 1732), dal mercato di Treviri.
L'interno della chiesa è a tre navate con volta a crociera divise da due file di archi a tutto sesto.

### Torre campanaria
All'inizio del XIV secolo furono costruiti i primi quattro piani della torre. Nel 1507 terminarono i due piani alti con la galleria della torre e vi furono aggiunti le quattro piccole torricelle d'angolo grazie alla donazione di Adelheit von Besslich, vedova del borgomastro.
Poiché la torre occidentale, con i suoi 62 m di altezza, sovrastava il duomo, l'arcivescovo Richard von Greiffenklau zu Vollrads fece sopraelevare la torre meridionale del duomo.

#### Campane
Tra le campane di San Gengolfo la più famosa è la cosiddetta Lumpenglocke. Fusa nel 1475 da Nicolaus von Ene, batte ogni sera le ore 22:00 e da questo, così come le campane in altre città, prende il nome poiché le ore 10 serali segnavano l'inizio del periodo delle Sperrstunde (detto anche delle Polizeistunde) cioè il periodo in cui i locali pubblici, principalmente osterie e ristoranti, dovevano stare chiusi.
La campane fa parte così intensa della cultura locale di Treviri, che il loro scampanio venne lanciato nell'etere il 16 giugno 1930 nel corso della prima trasmissione della rete radiofonica Frankfurter Sender.
Inoltre San Gengolfo ospita la campana Zündel, una delle campane da incendio del medioevo. Le due torri della città hanno il compito, in caso d'incendio, di giorno con una bandiera e di notte con una lanterna, di indicare la posizione del fuoco, puntate in quella direzione. L'ultima torre operativa in tal senso lo fu fino al 1905. All'interno della torre campanaria, si trovano anche le seguenti campane: la Maria, la Giuseppa, la Santa Barbara e la San Paolino.

### Organo a canne
Già all'inizio del XVII secolo San Gengolfo era dotata di un organo a tastiera singola, di fabbricazione franco-olandese.  Nel 1829 venne inaugurato un organo in stile barocco a tastiera doppia, che era stato realizzato presso la “Franz Heinrich und Carl Stumm”. Nel 1898 esso venne sostituito da un nuovo strumento della ditta Breidenfeld, che nel 1944 andò completamente distrutto.
L'organo attuale fu costruito nel 1972 dalla ditta di Bonn Johannes Klais. Lo strumento, a trasmissione mista, meccanica per i manuali e il pedale, elettrica per i registri, ha tre tastiere di 56 note ciascuna e una pedaliera di 30.

## Galleria d'immagini

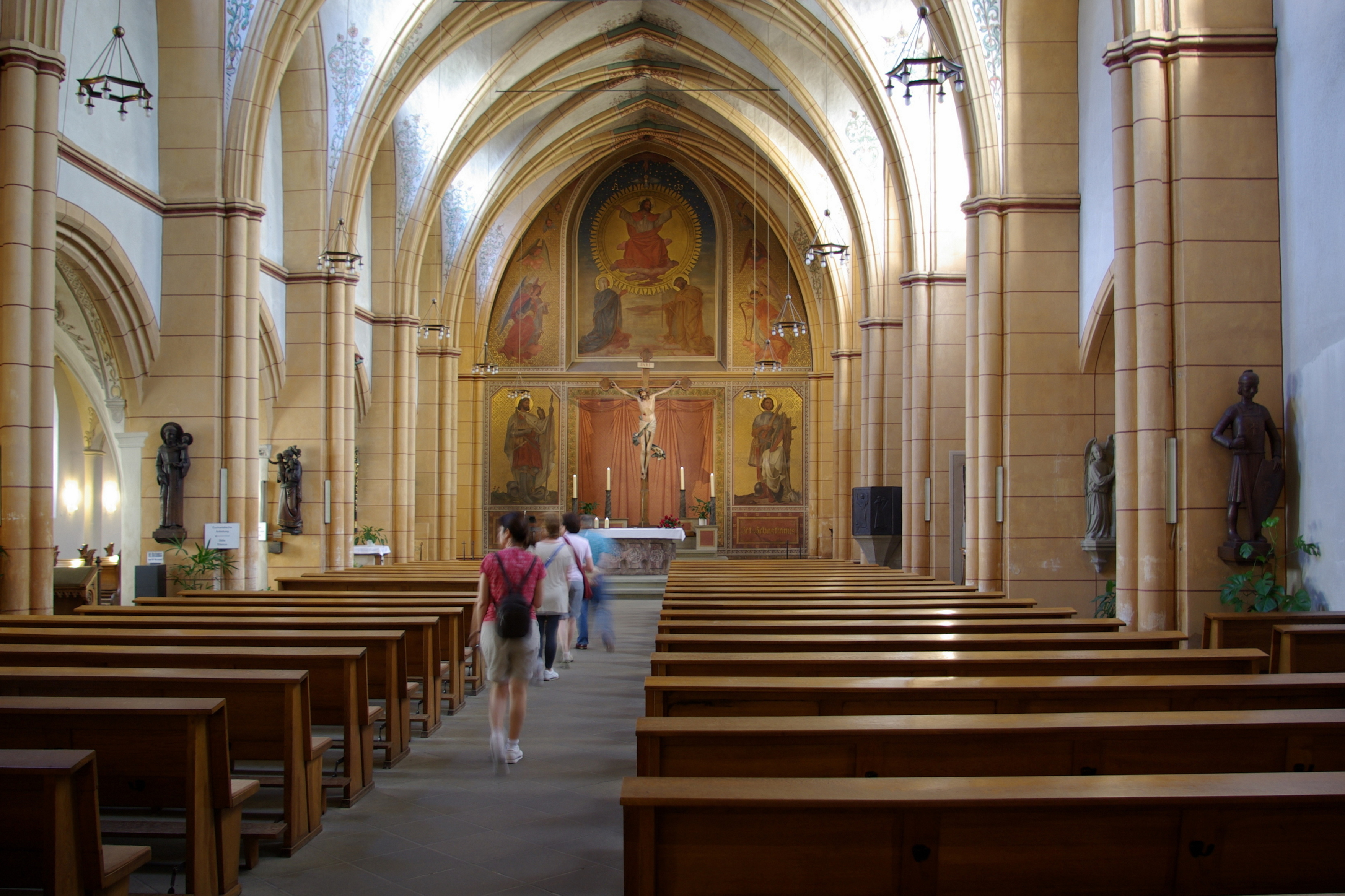
Navata centrale
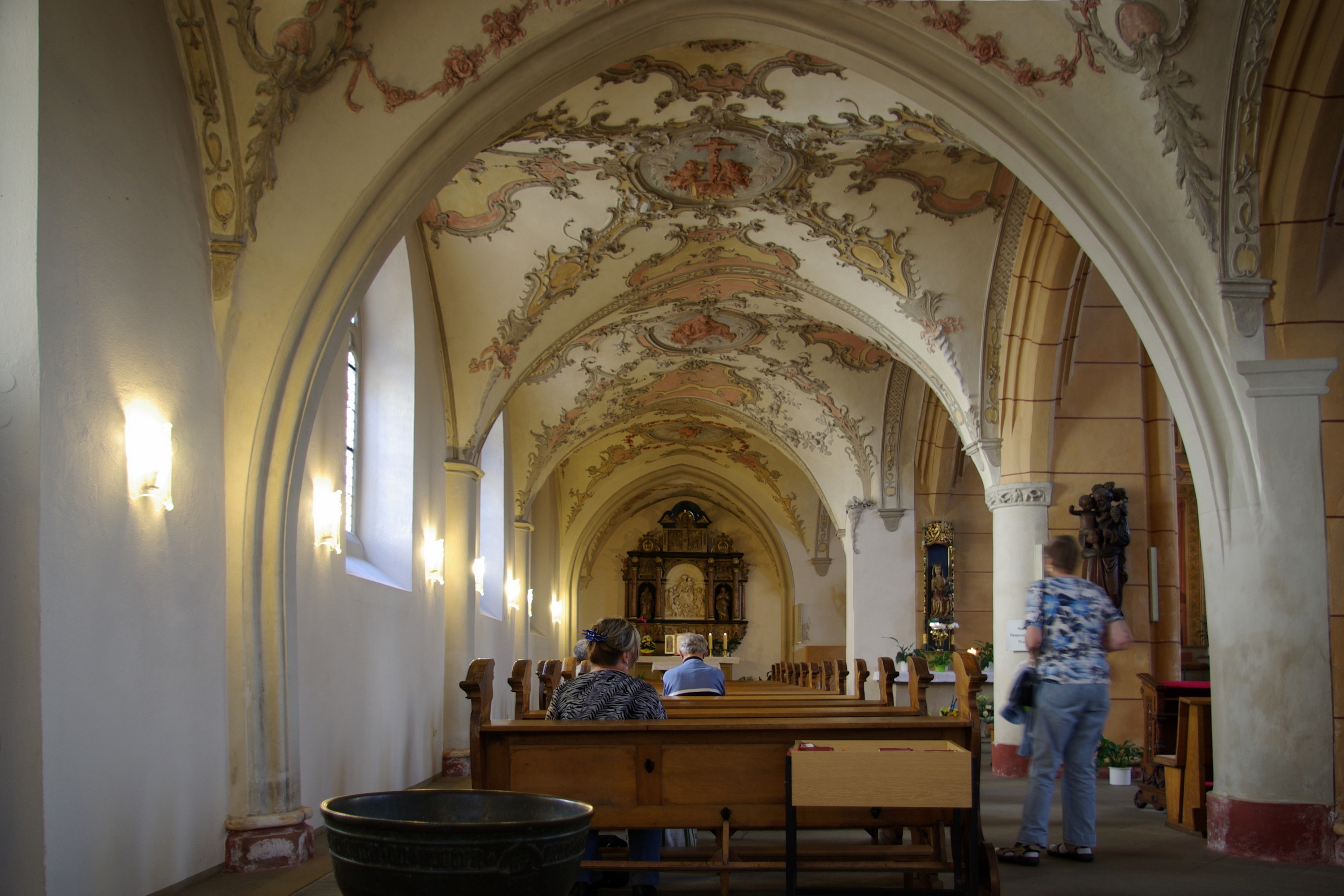
Navata laterale
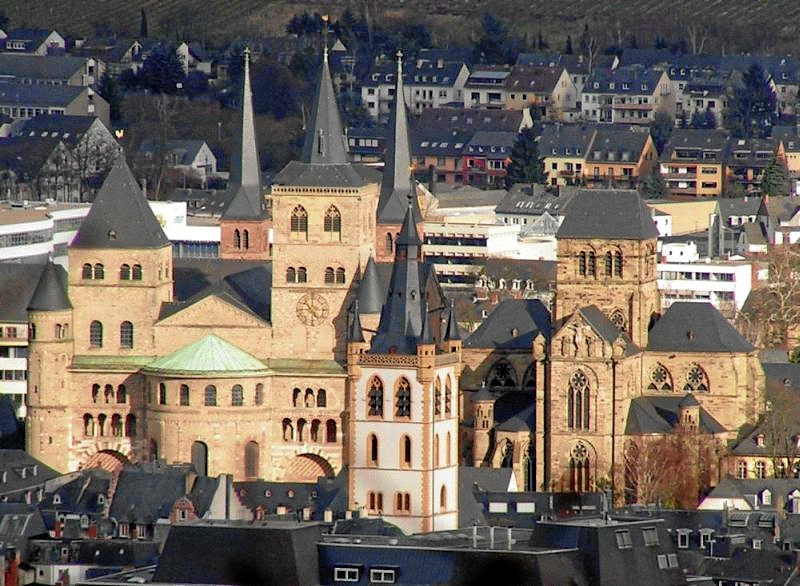
Duomo, San Gengolfo e Chiesa di Nostra Signora (Liebfrauenkirche) vista dalla Mariensäule
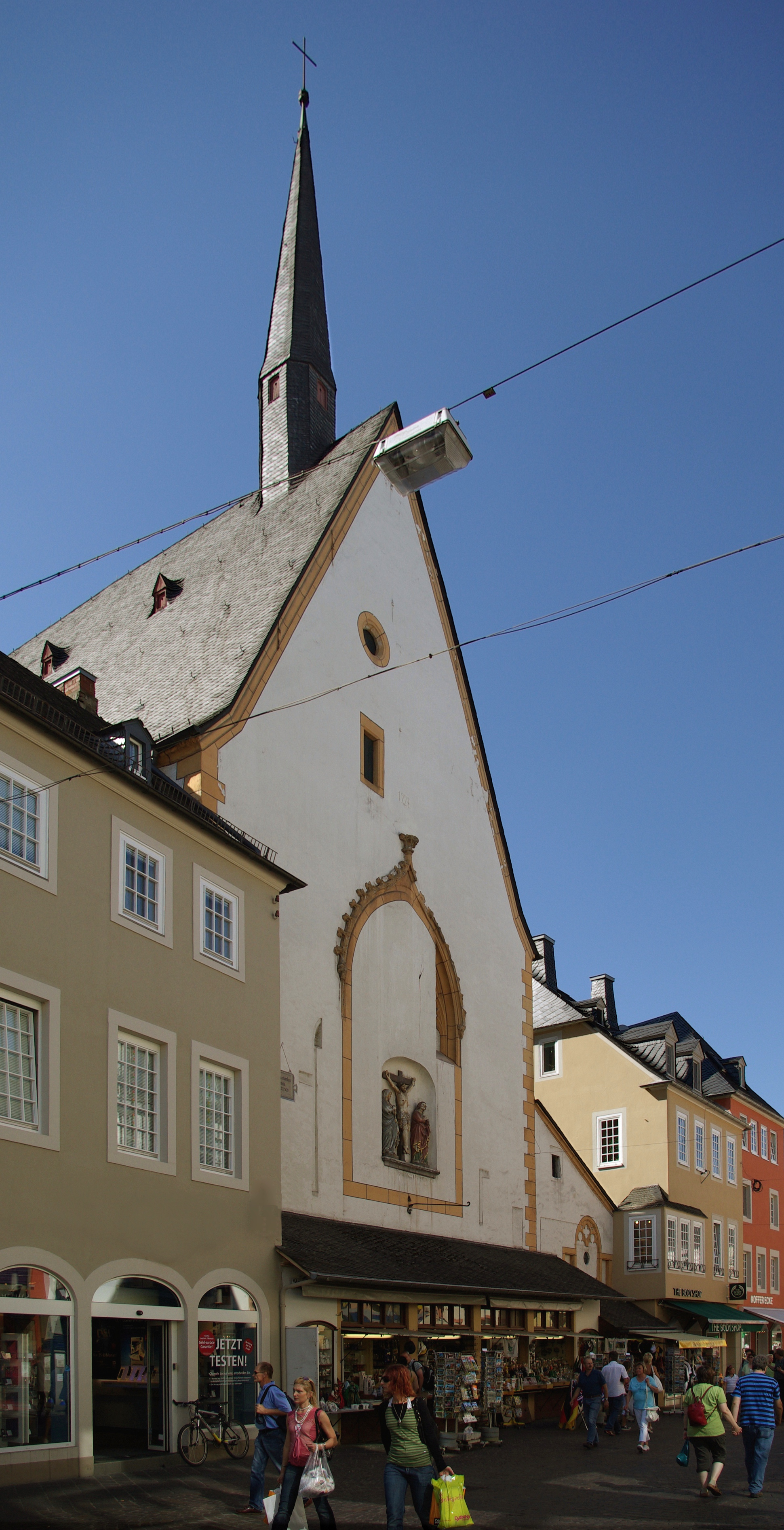
Edicole di vendita di souvenir  (Gädemcher)